# Abrin
Abrin je extrémně toxický toxalbumin, který se nachází v semenech sotereku obecného (Abrus precatorius). Při nitrožilní aplikaci myším je LD50 (střední smrtelná dávka) 0,7 mikrogramu na kilogram tělesné hmotnosti (což je přibližně 31krát méně než u ricinu, u kterého je potřeba 22 mikrogramů na kilogram). Střední hodnota smrtelné dávky pro člověka se pohybuje od 10 do 1000 mikrogramů na kilogram při požití a 3,3 mikrogramu na kilogram při vdechnutí.

## Výskyt
Abrin se přirozeně vyskytuje pouze v semenech sotereku obecného, tato sytě nachová semena obsahují přibližně 0,08 % abrinu a sama o sobě jsou neškodná – uvolnění toxinu brání jejich obal, který odolá i žaludečním kyselinám. Pokud je ale porušen, dochází i při kontaktu k poleptání kůže a vzniku puchýřů, při požití pak k otravě. Vzhledem k tomu, že semena sotereku obecného (je také nazýván soterek růžencový) se používala k výrobě růženců, podobně jako v Česku klokočí, docházelo k těmto nechtěným účinkům poměrně často.

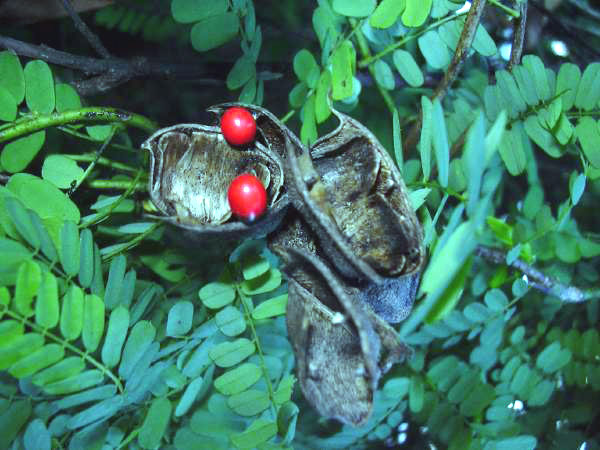
Soterek obecný se semeny

## Toxicita
Ačkoli neexistuje shoda ohledně výše smrtelné dávky u člověka po požití, některé studie uvádějí, že smrtelný může být příjem 0,1 až 1 mikrogramu na kilogram tělesné hmotnosti nebo konzumace jediného semínka s porušeným obalem, ale tato informace není dostatečně doložena. Podle doložených odhadů se hodnota LD50 abrinu u člověka pohybuje mezi 10 a 1000 mikrogramů na kilogram hmotnosti. Závažnost účinků otravy abrinem se liší v závislosti na způsobu expozice látce (vdechnutí, požití nebo injekční aplikace), kontakt abrinu s kůží může vyvolat alergickou reakci, která se projevuje puchýři, zarudnutím, podrážděním a bolestí, po kontaktu s kůží však není prokázána toxicita.
Abrin je výrazně toxičtější po intravenózním podání. Získané hodnoty LD50 se v závislosti na druhu pohybují mezi 0,03 a 0,06 μg/kg u králíků a 1,25 až 1,3 μg/kg u psů. V klinických studiích zahrnujících pacienty s rakovinou bylo intravenózní podání abrinového imunotoxinu v množství až 0,3 μg/kg tolerováno bez rozvoje závažných příznaků toxicity.
Toxicita abrinu se zvyšuje také v případě jeho inhalace. U potkanů je LD50 pro tento způsob podání 3,3 μg/kg.

## Příznaky otravy
Hlavní příznaky otravy abrinem závisí na způsobu podání a velikosti dávky, při vyšší dávce dochází k mnohočetnému selhání orgánů. Obecně se příznaky mohou objevit několik hodin až několika dní po expozici. Počáteční příznaky otravy abrinem při vdechnutí se mohou objevit do 8 hodin po expozici, ale typičtější časový průběh je 18–24 hodin; smrt nastává do 36–72 hodin. Po požití abrinu se počáteční příznaky obvykle objeví rychle, ale mohou se také objevit až za pět dní.
Pozdější příznaky expozice jsou způsobeny cytotoxickými účinky abrinu, který ničí buňky v ledvinách, játrech, nadledvinách a zasahuje i centrální nervový systém.

### Inhalace
Během několika hodin po vdechnutí abrinu se běžně objevují příznaky jako horečka, kašel, podráždění dýchacích cest, tlak na hrudi, plicní edém a nevolnost. Dochází k dušností a kůže může zmodrat nebo zčernat (cyanóza), což je příznak nedostatečného okysličení krve. S postupujícími účinky abrinu se u člověka může objevit silné pocení. Dochází k významnému poklesu krevního tlaku, což opět omezí okysličení mozku a dalších životně důležitých orgánů, následovat může šok a selhání dýchání. Smrt nastává během 36 až 72 hodin.

### Požití
Spolknutí jakéhokoli množství abrinu, ať už ve formě semen, nebo extraktu, může vést k závažným příznakům. Mezi časné příznaky patří nevolnost, zvracení, bolest v ústech, krku a jícnu, průjem, dysfagie (potíže s polykáním) a křeče a bolesti břicha. S postupem otravy se přidává krvácení a zánět v trávicím traktu. Postižený může zvracet krev (hemateméza), mít krev ve stolici a další vnitřní krvácení. Ztráta krve a vody v důsledku nevolnosti, zvracení, průjmu a krvácení způsobuje pokles krevního tlaku a začíná poškozování orgánů, které se projevuje tím, že postižený začne trpět spavostí, hematurií (krví v moči), malátností, křečemi, nadměrnou žízní a oligurií (nízkou tvorbou moči). To nakonec vyústí v selhání více orgánů, hypovolemický šok, cévní kolaps a smrt.

### Vstřebání kůží
Abrin se může vstřebávat porušenou kůží nebo se může vstřebávat kůží, pokud je ve formě roztoku (abrin je rozpustný ve vodě i alkoholu). Ve formě aerosolu se snadno vstřebává při kontaktu se sliznicemi, ale i kůží. Abrin ve formě prášku nebo aerosolu může v malých dávkách způsobit zarudnutí a bolest očí. Malé dávky absorbované očima mohou také způsobit slzení. Vyšší dávky mohou způsobit poškození tkání, závažné krvácení do sítnice a poruchy vidění nebo i slepotu. Dostatečně velká dávka se může vstřebat do krevního oběhu a vést k systémové toxicitě obdobně jako při požití či intravenózní aplikaci.

## Léčba
Vzhledem k tomu, že k abrinu neexistuje protilátka, je nejdůležitějším faktorem především zabránit expozici. V případě kontaktu s abrinem se nasazuje pouze podpůrná péče, aby se minimalizovaly následky otravy. V případě požití je možné podat aktivní uhlí a provést výplach žaludku. V případě zasažení očí pomáhá výplach oka fyziologickým roztokem. Důležitou součástí léčby je také kyslíková terapie, zajištění dýchacích cest, asistovaná ventilace, monitorování, intravenózní podávání tekutin a náhrada elektrolytů.